# Джерард Гольцманн
Джерард Дж. Гольцманн (англ. Gerard J. Holzmann; нар. 12 листопада 1951, Амстердам) — нідерландський і американський інформатик та науковий співробітник лабораторії «Белл» і НАСА, найбільш відомий як розробник контрольної моделі SPIN.

## Походження та навчання
Гольцман народився 1951 року в Амстердамі (Нідерланди) і отримав ступінь інженера в галузі електротехніки у Делфтському технічному університеті в 1976 році.
Згодом Джерард Гольцманн також отримав ступінь доктора філософії у Делфтському університеті в 1979 році під керівництвом В. Л. ван дер Поеля та Ж. Л. де Круса. Дисертація мала тему «Проблеми координації в багатопроцесорних системах».
Отримавши стипендію Фулбрайта, він продовжив навчання в аспірантурі Університету Південної Каліфорнії ще рік, де він працював з Пер Брінчем Хансеном.

## Наукова діяльність
У 1980 році Джерард Гольцманн почав працювати у лабораторії Белла (Bell Labs) на Мюррей-Хілл протягом року. Повернувшись до Нідерландів, він був помічником професора Делфтського технічного університету протягом двох років. У 1983 році Джерард Гольцманн повернувся до лабораторії Белла, де він працював у Науково-дослідному центрі обчислювальної науки (колишній дослідницькій групі Unix).
У 2003 році він приєднався до НАСА, де він очолює лабораторію реактивного руху для надійного програмного забезпечення NASA JPL в Пасадені, штат Каліфорнія і працює також співробітником JPL fellow.
Джерард Гольцман відомий розвитком моделі перевірки моделі SPIN (SPIN — скорочення від Simple Promela Interpreter) у 1980-х років у лабораторії Белла. Цей пристрій може перевірити правильність паралельного програмного забезпечення, яке є у вільному доступі з 1991 року.

## Нагороди та визнання
У 1981 році Джерард Гольцман був нагороджений премією професора Бахлера Королівського нідерландського Інституту інженерів. У 2001 році — Асоціацією обчислювальних машин (ACM). У 2005 році він одержав премію Канеллакіса, потім (у жовтні 2012 року) — медаль NASA (NASA Exceptional Engineering Achievement Meda) за виняткові технічні досягнення. У 2015 році Джерард Гольцманн був нагороджений премією IEEE Харлана Д. Міллса.
Джерард Гольцман був обраний до Національної академії техніки США в 2005 році. А в 2011 році він був призначений членом Асоціації обчислювальної техніки..

## Книги
Публікації, добірка:
- The Spin Model Checker — Primer and Reference Manual, Addison-Wesley, 2003. ISBN 0-321-22862-6.
- Design and Validation of Computer Protocols, Prentice Hall, 1991.
- The Early History of Data Networks, IEEE Computer Society Press, 1995.
- Beyond Photography — The Digital Darkroom [Архівовано 18 квітня 2018 у Wayback Machine.], Prentice Hall, 1988. ISBN 0-13-074410-7.

## Зовнішні посилання
- Офіційний вебсайт Джерарда Гольцмана [Архівовано 25 квітня 2018 у Wayback Machine.]
- Інтерв'ю